# Лопиш Морагу, Эстеван
Эстеван Лопиш Морагу (порт. Estêvão Lopes Morago, ок. 1575, Вальекас, теперь часть Мадрида — после 1630, Визеу) — португальский композитор испанского происхождения, крупнейший португальский полифонист эпохи Ренессанса.

## Биография
Родился в Испании, но преобладающую часть жизни провел в Португалии. В 1592—1596 учился у Филипи ди Магальянша в Эворском соборе. С 1599 руководил хором в соборе Визеу. В 1626 был отправлен капитулом собора в Лиссабон для издания своих сочинений. В 1630 затворился во францисканском монастыре Визеу, где, по предположениям, и умер.

## Творчество
Сочинял мотеты (из которых наиболее известен Oculi mei), респонсории, псалмы, Магнификаты, написал Реквием.

## Издания
- Várias obras de música religiosa a cappella. Lisboa: Fundação C. Gulbenkian, 1961

## Наследие
Сочинения композитора исполняли Coro Gulbenkian (Португалия), ансамбли Voces Angelicae и Pro Cantione Antiqua (Великобритания), Studium Chorale (Нидерланды) и др.